# Contea di Towong
La contea di Towong è una local government area che si trova nello Stato di Victoria. Si estende su una superficie di 6.673 chilometri quadrati e ha una popolazione di 5.891 abitanti. La sede del consiglio si trova a Tallangatta.